# Байлон, Эрнст
Эрнст Байлон (нем. Ernst Baylon, 21 октября 1903 — ?) — австрийский фехтовальщик-рапирист, призёр чемпионатов мира.

## Биография
Родился в 1903 году. В 1925 и 1929 годах завоёвывал серебряные медали чемпионата Австрии. В 1928 году стал чемпионом Австрии, но на Олимпийских играх в Амстердаме выступил неудачно. В 1930 году вновь стал чемпионом Австрии. В 1931 году завоевал бронзовую медаль Международного первенства по фехтованию в Вене. В 1933 году стал серебряным призёром Международного первенства по фехтованию в Будапеште. В 1936 году опять стал серебряным призёром чемпионата Австрии, но на Олимпийских играх в Берлине австрийская команда рапиристов заняла лишь 4-е место.
В 1937 году завоевал бронзовую медаль первого официального чемпионата мира по фехтованию (тогда же Международная федерация фехтования задним числом признала чемпионатами мира все прошедшие ранее Международные первенства по фехтованию).